# Ponta de Pedras
Ponta de Pedras es un municipio brasileño situado en el estado de Pará. Tiene una población estimada, en 2021, de 32 007 habitantes.
Se localiza a una latitud 01º23'25" sur y a una longitud 48º52'16" oeste, a una altitud de 10 metros.
Está situado en la isla de Marajó.

## Historia
Los orígenes del municipio se remontan al siglo XVIII, con la instalación de los sacerdotes mercedarios en la aldea de los muanás. 